# Neoperla lieftincki
Neoperla lieftincki är en bäcksländeart som beskrevs av Peter Zwick 1983. Neoperla lieftincki ingår i släktet Neoperla och familjen jättebäcksländor. Inga underarter finns listade i Catalogue of Life.